# Liste der Monuments historiques in Boron
Die Liste der Monuments historiques in Boron führt die Monuments historiques in der französischen Gemeinde Boron auf.

## Liste der Objekte
| Bezeichnung                    | Beschreibung                          | Standort                    | Kennzeichnung | Schutzstatus | Datum | Bild |
| ------------------------------ | ------------------------------------- | --------------------------- | ------------- | ------------ | ----- | ---- |
| Skulptur des heiligen Luc      | Holz, vergoldet, um 1800              | in der Kirche St-Luc (Lage) | PM90000214    | Inscrit      | 2001  |      |
| Skulptur des heiligen Antonius | Holz, vergoldet, um 1800              | in der Kirche St-Luc (Lage) | PM90000215    | Inscrit      | 2001  |      |
| Skulptur eines Engels          | Holz, bemalt, 19. Jahrhundert         | in der Kirche St-Luc (Lage) | PM90000216    | Inscrit      | 2001  |      |
| Skulptur Immaculée Conception  | Eichenholz, gewachst, 19. Jahrhundert | in der Kirche St-Luc (Lage) | PM90000212    | Inscrit      | 2001  |      |
| Skulptur der heiligen Agatha   | Holz, vergoldet, um 1800              | in der Kirche St-Luc (Lage) | PM90000213    | Inscrit      | 2001  |      |
| Kelch und Patene               | Silber, vergoldet, 19. Jahrhundert    | in der Kirche St-Luc (Lage) | PM90000217    | Inscrit      | 2001  |      |
| Skulptur eines Engels          | Holz, bemalt, 19. Jahrhundert         | in der Kirche St-Luc (Lage) | PM90000393    | Inscrit      | 1991  |      |